# 基奧雲尼·施蒙尼
基奧雲尼·施蒙尼（西班牙語：Giovanni Simeone Baldini，1995年7月5日—），是一名阿根廷職業足球員，現效力於意甲球會拖連奴 (那不勒斯外借)。司職前鋒。

## 早期生涯
基奧雲尼·施蒙尼於為阿根廷布宜诺斯艾利斯自治市出生，他為西班牙甲組足球聯賽球隊教練迪亞哥·西蒙尼的兒子。1997年，因迪亞高·施蒙尼轉會至國際米蘭，他移居至意大利；6年後，基奧雲尼·施蒙尼因父親再次轉會返回西班牙。2年後，基奧雲尼·施蒙尼移居至阿根廷，並於2008年迪亞高·施蒙尼成為河床領隊後，加入河床的青年軍。他有兩名兄弟，分別為詹盧卡·施蒙尼（Gianluca Simeone）和古利安奴·施蒙尼（Giuliano Simeone）。
基奧雲尼·施蒙尼擁有西班牙和阿根廷雙重國籍，最後他選擇代表阿根廷上陣。

## 球會生涯

### 河床
2011年11月，施蒙尼簽訂一份為期3年的職業合約。2013年7月，他季前熱身賽舉行前，獲晉升至河床一線隊。8月4日，施蒙尼在聯賽作客對陣時，首次代表球隊上陣，並打滿全場，可惜球隊以0比1落敗。月尾，他簽下一份直至2016年的新合約。9月8日，他在主場對陣時，攻入職業生涯首個入球，最終球隊以3比0勝出。

### 班菲特（外借）
2015年7月6日，施蒙尼被外借至班菲特，為期一年。7月12日，他首次代表新球會上陣，並射入全場唯一一個入球，協助球隊在主場以1比0擊敗基爾梅斯。

### 熱拿亞
2016年8月18日，施蒙尼轉會至熱拿亞。9月25日，他在對陣佩斯卡拉時，射入轉會後首個入球，協助球隊以1比1戰和對手。11月27日，施蒙尼在對陣時梅開二度，協助球隊以3比1勝出。

## 國家隊生涯

### 阿根廷U-20足球队

#### U-20南美洲锦标赛
乔万尼·西梅奥内起初是阿根廷18岁以下国家队的一员。他出色的表现使他在17岁时获得了U-20国家队的名额。在2014年3月，西梅奥内受到主教练亚历杭德罗·萨贝拉的邀请，以“陪练”伙伴的身份加入了成年阿根廷国家足球队的训练。
于2015年1月6日，阿根廷U-20足球队的技术总监洪贝托·格龙多纳发布了32名球员的预赛训练名单。乔万尼·"乔" 西梅奥内是被召集参加即将在乌拉圭举行的U-20南美锦标赛的球员之一。在锦标赛即将开始的前几天，即1月10日，格龙多纳最终确定了23名球员的名单，其中包括了西梅奥内。最初名单中列出的七名河床球员中，有六名入选最终前往乌拉圭的阵容。
于2015年1月14日，阿根廷U-20国家队在U-20南美锦标赛中迎来了对阵厄瓜多尔U-20国家队的首场比赛。他们以5-2的比分取得了压倒性的胜利，西梅奥内在比赛中成为最佳射手。他在比赛初期在安赫尔·科雷亚的传球后打进了他的第一个进球。他的第二个进球是在科雷亚的另一个助攻后，西梅奥内只需轻轻推射入球门。
在锦标赛的第二场比赛中，即1月16日，阿根廷U-20国家队以0-1输给了巴拉圭U-20国家队，巴拉圭队暂时领先小组积分榜。
在1月18日，经历了前一场失利后，阿根廷U-20国家队以6-2的比分大胜秘鲁U-20国家队。西梅奥内再次成为出色的球员，攻入两球。他的第一个进球来自塞巴斯蒂安·德里乌西的助攻，而第二个进球则是在莱昂纳多·苏亚雷斯传中后的头球破门。
在锦标赛小组赛A组阶段的最后一场比赛中，即1月22日，阿根廷U-20国家队对阵玻利维亚U-20国家队，以3-0取得胜利。再次，乔万尼·西梅奥内成为最佳射手，打入两球，均是在莱昂纳多·苏亚雷斯的助攻下攻入。
于2015年2月7日，阿根廷U-20国家队赢得了U-20南美锦标赛。乔万尼·西梅奥内在球队的成功中发挥了关键作用，并以9球的成绩成为了锦标赛的最佳射手。

#### U-20 世界杯
在2015年3月6日，U-20国家队的教练洪贝托·格伦多纳（Humberto Grondona）将乔瓦尼·西蒙内（Giovanni Simeone）纳入了即将在新西兰举行的U-20世界杯的预选名单中。训练和友谊赛将从三月底开始，持续至四月底，直至五月初公布前往世界杯的最终球员名单。 在2015年5月13日，洪贝托·格伦多纳确认了将代表阿根廷U-20队参加新西兰 世界杯的21名球员名单，其中包括乔瓦尼·西蒙内。该队将于5月18日星期一前往塔希提，在当地与当地球队进行两场友谊赛。他们将于5月25日到达惠灵顿，于5月30日与巴拿马队进行首场比赛。 5月21日，在新西兰 世界杯前的首场友谊赛中，阿根廷U-20队在Pater Te Hono Nui体育场以3-1输给了塔希提的国家队。 在5月24日，该队进行了第二场，也是前往新西兰参加世界杯前的最后一场友谊赛，对阵塔希提。这一次，'阿尔比塞莱斯特'（Albiceleste）以4-1赢得了比赛，进球来自安赫尔·科雷亚（Ángel Correa）、Monteseirín、西蒙内和埃米利亚诺·布恩迪亚（Emiliano Buendía），展示了出色的控球和进攻能力。

#### 成年队
西蒙内（Simeone）于2018年9月首次被召入成年国家队，参加FIFA双赛日。 在2018年9月8日，西蒙内首次作为首发出场对阵危地马拉，并且也为'阿尔比塞莱斯特'（Albiceleste）打进了他的第一个进球，帮助国家队以3-0击败了中美洲的对手。 对阵第二个对手哥伦比亚时，西蒙内是替补，但在第88分钟替换尼科拉斯·塔格利亚菲科（Nicolás Tagliafico）上场，并与哥伦比亚门将大卫·奥斯皮纳（David Ospina）发生了激烈的碰撞。作为一场代际更迭的一部分，西蒙内继续被临时教练利奥内尔·斯卡洛尼（Lionel Scaloni）召入，成为'阿尔比塞莱斯特'（Albiceleste）后续比赛的常规球员。次月，西蒙内再次入选参加对阵伊拉克和巴西的10月友谊赛，分别替换劳塔罗·马丁内斯（Lautaro Martínez）对阵伊拉克和替换毛罗·伊卡尔迪（Mauro Icardi）对阵巴西。在11月，西蒙内被召入参加国家队2018年最后的比赛，面对墨西哥的一个当地友谊赛。西蒙内在第二场比赛对阵'Tricolor'时为保罗·迪巴拉（Paulo Dybala）助攻，帮助球队以2-0为'阿尔比塞莱斯特'（Albiceleste）锁定了胜局。
在2020年9月，他再次被利奥内尔·斯卡洛尼召入，参加世界杯预选赛的双赛日，对阵厄瓜多尔和玻利维亚。

## 生涯統計
截至2014年12月7日
| 球會     | 賽季        | 聯賽 | 聯賽 | 盃賽 | 盃賽 | 洲際賽事 | 洲際賽事 | 總計 | 總計 |
| 球會     | 賽季        | 出場 | 入球 | 出場 | 入球 | 出場     | 入球     | 出場 | 入球 |
| -------- | ----------- | ---- | ---- | ---- | ---- | -------- | -------- | ---- | ---- |
| 河床     | 2013–14賽季 | 17   | 2    | 0    | 0    | 0        | 0        | 17   | 2    |
| 河床     | 2014–15賽季 | 7    | 5    | 0    | 0    | 7        | 4        | 14   | 9    |
| 河床     | 總計        | 24   | 7    | 0    | 0    | 7        | 4        | 31   | 11   |
| 生涯總計 | 生涯總計    | 24   | 7    | 0    | 0    | 7        | 4        | 31   | 11   |

## 榮譽

### 球會
河床
- 阿根廷甲組足球聯賽：2014年
- 南美球會盃：2014年
- 南美超級盃：2015年
- 南美自由盃：2015年

拿坡里
- 意甲冠軍：2022–23[34]，2024–25[35]

### 國家隊
阿根廷 U20
- 南美洲青年足球錦標賽：2015年

## 外部連結
- 基奧雲尼·施蒙尼 （页面存档备份，存于）於ESPN上的資料 （西班牙文）
- 基奧雲尼·施蒙尼 （页面存档备份，存于）於Footballdatabase.eu上的資料
- 基奧雲尼·施蒙尼 （页面存档备份，存于）於Topforward上的資料
- Soccerway資料庫：基奧雲尼·施蒙尼